# Jean-Étienne Liotard

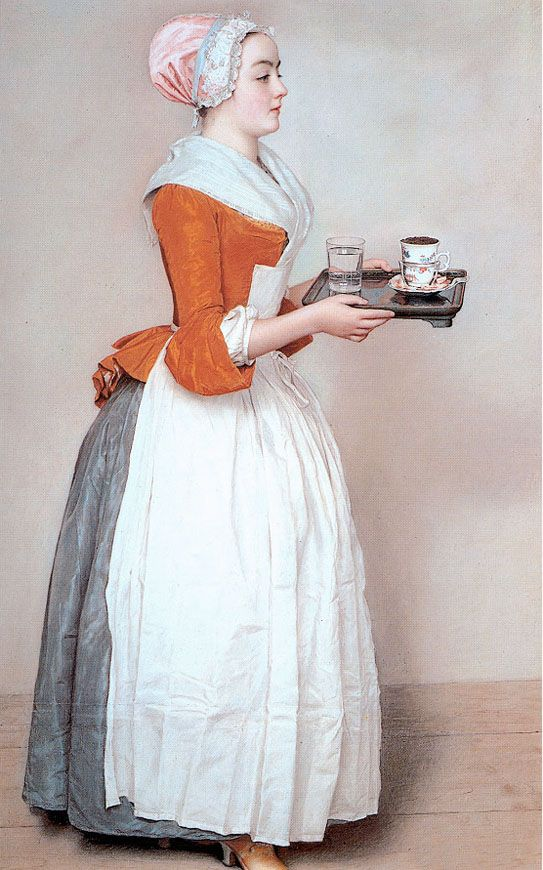
Czekoladziarka, (1744), Galeria Drezdeńska, Drezno

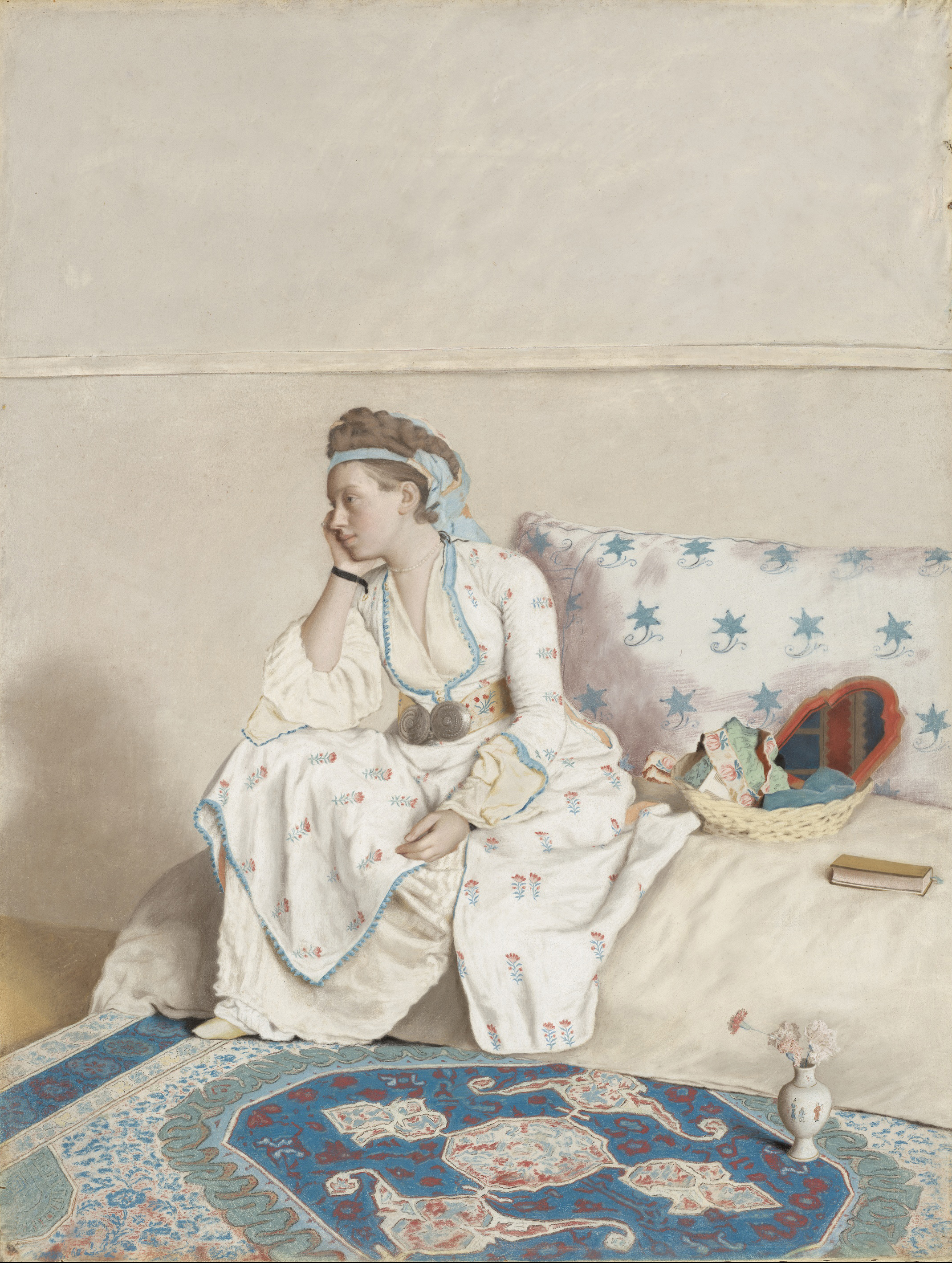
Portret żony malarza w ubiorze tureckim. Rijksmuseum

Jean-Étienne Liotard (ur. 22 grudnia 1702 w Genewie, zm. 12 czerwca 1789, tamże) – malarz pastelista i miedziorytnik szwajcarski, działający także we Francji, Austrii i Włoszech. 

## Życiorys
Był synem Antoine'a Liotarda i Anne Sauvage. Ojciec był jubilerem, który po wydaniu w 1685 r. edyktu z Fontainebleau, legitymującego prześladowania protestantów we Francji, uciekł z Montélimar do Szwajcarii.
Pierwsze kroki stawiał w Genewie pod okiem malarza Daniela Gardelle'a oraz miniaturzysty J.-L. Petitota, których prace kopiował z niezwykłą zdolnością. Następnie, od 1725 r. studiował w Paryżu u F. Lemoyne'a oraz u miniaturzysty J.-B. Massé. Ten drugi polecił go markizowi Puysieux, z którym Liotard wyjechał do Neapolu. Od 1735 roku przebywał w Rzymie, gdzie namalował wiele portretów, m.in. papieża Klemensa XII i kilku kardynałów. Trzy lata później towarzyszył Lordowi Duncannonowi w podróży do Konstantynopola. W Konstantynopolu przebywał pięć lat, od 1738 do 1742 r. Jego ekscentryczny wschodni ubiór, który zaczął wówczas nosić, przyniósł mu pseudonim "tureckiego malarza". W 1742 udał się do Wiednia, aby malować portrety rodziny cesarskiej.
Po powrocie w 1748 r. do Paryża tworzył pastelowe portrety. Tam też został w 1749 r. wprowadzony przez marszałka de Saxe na dwór królewski. W następnych latach wielokrotnie wystawiał swe prace w akademii Saint-Luc. W 1753 roku odwiedził Anglię, gdzie dzięki protekcji lorda Bessborough uzyskał wiele intratnych zleceń na portrety. Namalował m.in. słynny portret księżniczki Walii wraz z jej dziewięciorgiem dzieci (1753). W 1756 r. wyjechał do Holandii, gdzie w następnym roku poślubił Marie Fargues. Ona także pochodziła z rodziny hugenockiej. W 1757 r. na stałe osiadł w Genewie. Sławny i bogaty, zajął się malowaniem portretów. Portretował członków miejscowego patrycjatu, zwłaszcza z rodziny Tronchin, a także wielu przyjezdnych. W tym czasie jego styl staje się bardziej zdecydowany, a rysunek bardziej precyzyjny: najlepszym przykładem jest tu "Portret pani d'Epinay" (ok. 1759), podziwiany później przez Flauberta i Ingresa.
Podczas kolejnej podróży do Wiednia w 1762 r. Liotard narysował – używając trzech ołówków – portrety jedenastu dzieci cesarzowej Marii Teresy. Później artysta ponownie przebywał w Paryżu (1770-1772). Jeszcze w tym samym 1772 r. nastąpił kolejny wyjazd do Anglii, a w następnych dwóch latach jego nazwisko figurowało wśród wystawców Królewskiej Akademii. Powrócił do rodzinnego miasta ostatecznie w 1778 r. Osiadł w Confignon koło Genewy. W 1781 r. opublikował swoją „Rozprawę o zasadach i regułach malarstwa” (fr. „Traité des principes et des règles de la peinture”). W swoich ostatnich dniach malował martwe natury – z owocami z własnego ogrodu – i pejzaże. Zmarł w Genewie w 1789 r.